# We Fell to Earth
We Fell to Earth — британский электронный коллектив, состоящий из Венди Рэй Фаулер (Wendy Rae Fowler) и Ричарда Файла (Richard File).

## Название группы
Название группы заимствовано из названия фильма «Человек, который упал на Землю» («The Man Who Fell to Earth»), где в главной роли снялся Дэвид Боуи.

## История группы
We Fell to Earth — проект сразу нескольких заметных творческих единиц. Во-первых, Ричарда Файла, участника и ремиксера UNKLE — на альбомах «Never, Never, Land» и «War Stories» звучат его клавишные, гитары и вокал. Ричард Файл заменил DJ Shadow в UNKLE и сотрудничал с фронтменом Джошом Хомме и продюсером Крисом Гроссом из Queens Of The Stone Age. Во-вторых, Венди Рэй Фаулер — бывшей супруги Марка Ланегана, сотрудничавшей с Queens Of The Stone Age и родственными этой группе формациями.
Венди Рэй Фаулер и Ричард Файл встретились на студии «Rancho de la Luna», которая находится в пустыне Joshua Tree, неподалёку от Лос-Анджелеса.
Одноименная дебютная пластинка была выпущена в 2009 году на инди-лейбле «In Stereo».
Партии аккомпанемента для дебютного диска записали участники The Invisible Дейв Окуму и Лео Тейлор — самые востребованные сессионные музыканты Лондона, сотрудничавшие с Hot Chip, Мэттью Хербертом, Эми Уайнхаус и Рошин Мёрфи. Дейв Окуму также является соавтором трека «Lights Out».
Начав выступать перед аудиторией только лишь в апреле 2009 года, Ричард и Венди успели исколесить полмира, сопровождая 30 Seconds To Mars и Air. Первый визит группы в Россию прошел в рамках гастролей группы Air.

## Состав

### Постоянные участники
- Венди Рэй Фаулер (Wendy Rae Fowler) — вокал, бас.
- Ричард Файл (Richard File) — клавиши, гитара, вокал.

### Сессионные участники
- Майк Келли (Mike Kelly) — ударные.
- Оливер Бриггс (Oliver Briggs) — гитара, клавиши.

## Дискография

### Альбомы
- We Fell to Earth (2009)

### Синглы
- We Fell to Earth (EP, 2009)
- The Double (2009)

## Использование музыки на телевидении
- «The Double» в Сплетнице и C.S.I.: Место преступления Нью-Йорк
- «Lights Out» в 4ислах
- «Careful What You Wish For» в C.S.I.: Место преступления Нью-Йорк

## Интервью
- We Fell To Earth – An Interview Архивная копия от 5 декабря 2010 на Wayback Machine, Amelia`s magazine Архивная копия от 27 апреля 2011 на Wayback Machine, 12 ноября 2009